# اتا سگ بزرگ

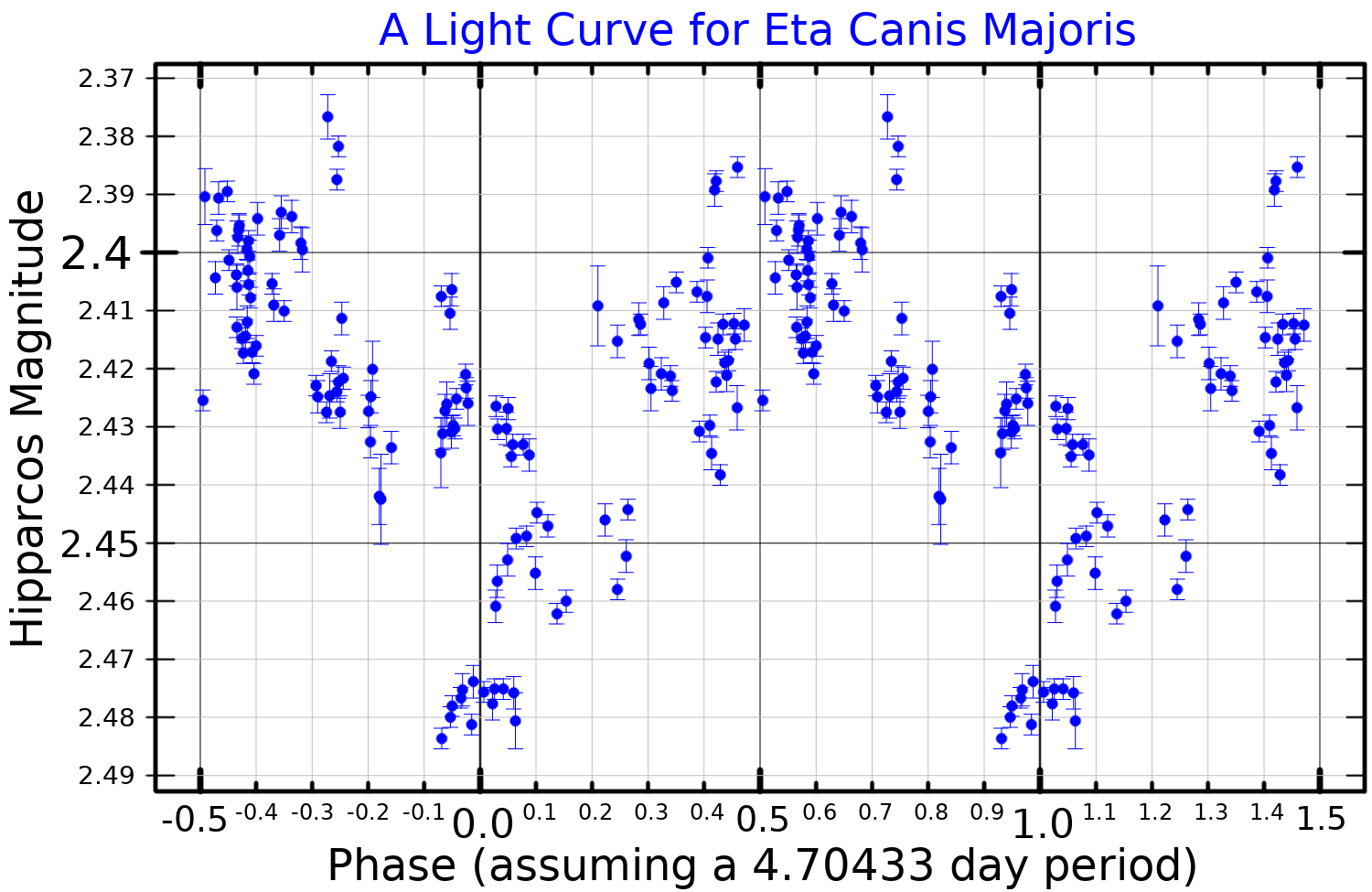
منحنی نور ستارهٔ «اتا سگ بزرگ»، ترسیم‌شده از داده‌های آماری هیپارکوس

اتا سگ بزرگ یا ۳۱ سگ بزرگ ستاره‌ای در صورت فلکی سگ بزرگ است.
این ستاره یک ابرغول است.